# Зимни олимпийски игри 1964
Деветите зимни олимпийски игри се провеждат в Инсбрук, Австрия от 29 януари до 9 февруари 1964 г. Другите градове, кандидатирали се за домакинство, са Калгари и Лахти.
Голям проблем за организирането на надпреварите е липсата на сняг. Австрийската армия докарва 20 000 ледени блока за улея по бобслей и 40 000 кубични метра сняг за ски пистите.
На 15 февруари 1961 г. американският отбор по фигурно пързаляне, техни близки и треньори загиват при самолетна катастрофа в Брюксел, Белгия, на път за световното първенство в Прага. То не се провежда поради трагичния случай. На олимпиадата в Инсбрук американците успяват да спечелят бронзов медал със Скот Алън.
Австралийският скиор Рос Милн загива по време на тренировка, блъскайки се в дърво. Неговият брат Малкълм Милн участва на олимпиадите през 1968 и 1972 г.
Спортистите от ГДР и ФРГ участват в един обединен отбор на Германия.
За първи път се провеждат състезания по спускане с шейна в улей. При мъжете победител е немецът Томас Кьолер, а при жените – Ортрън Ендерлейн, също от Германия.
За първи път участват състезатели на Монголия, Индия и Северна Корея.
За игрите е построен олимпийският стадион за зимни спортове в Инсбрук. Строежът протича между 19 юли 1961 и 9 ноември 1963 г. Стадионът е с размери 95/65/23 метра и има капацитет от около 11 000 души.
Лидия Скобликова от СССР печели всичките четири състезания по бързо пързаляне с кънки и е най-успешната състезателка на игрите. Тя е и първата жена, спечелила 4 златни медала на една олимпиада.
Общият брой на посетителите на олимпиадата е 1 073 000 души, като най-посещаваните спортове са алпийските ски (261 000) и хокеят на лед (240 000).

## Медали
| Витрина |                          |       |        |       |      |
| Място   | Държава                  | Злато | Сребро | Бронз | Общо |
| 1       | СССР                     | 11    | 8      | 6     | 25   |
| 2       | Австрия                  | 4     | 5      | 3     | 12   |
| 3       | Норвегия                 | 3     | 6      | 6     | 15   |
| 4       | Финландия                | 3     | 4      | 3     | 10   |
| 5       | Франция                  | 3     | 4      | 0     | 7    |
| 6       | Германия(обединен отбор) | 3     | 3      | 3     | 9    |
| 7       | Швеция                   | 3     | 3      | 1     | 7    |
| 8       | САЩ                      | 1     | 2      | 3     | 6    |
| 9       | Нидерландия              | 1     | 1      | 0     | 2    |
| 10      | Канада                   | 1     | 0      | 2     | 3    |

## Спортове
На олимпиадата се провеждат състезания в 19 спорта, които са под егидата на шест федерации. Това са федерациите по биатлон, бобслей и тобоган, ски, спортни шейни, пързаляне с кънки и хокей на лед.
Препратките в таблицата водят към страницата за съответния спорт на олимпиадата в Инсбрук.
| спорт                   | брой състезания | за мъже | за жени |
| ----------------------- | --------------- | ------- | ------- |
| Биатлон                 | 2               | 1       | 0       |
| Бобслей                 | 2               | 2       | 0       |
| Бързо пързаляне с кънки | 8               | 4       | 4       |
| Северна комбинация      | 1               | 1       | 0       |
| Ски алпийски дисциплини | 6               | 3       | 3       |
| Ски бягане              | 7               | 4       | 3       |
| Ски скокове             | 1               | 1       | 0       |
| Спортни шейни           | 3               | 2       | 1       |
| Фигурно пързаляне*      | 3               | 1       | 1       |
| Хокей на лед            | 1               | 1       | 0       |

* Във фигурното пързаляне се провежда едно състезания по двойки

## Българско участие
България участва със седем спортисти – алпийският скиор Петър Ангелов и ски бегачите Борислав Очушки, Стефан Митков, Надежда Михайлова, Надежда Василева, Кръстана Стоева и Роза Димова. Женската щафета на 3 x 5 km в състав Роза Димова, Надежда Василева, Кръстана Стоева завършва на 5-о място.